# Coea (Castro de Rey)
Coea (llamada oficialmente San Salvador de Coea) es una parroquia española del municipio de Castro de Rey, en la provincia de Lugo, Galicia.

## Organización territorial
La parroquia está formada por cuatro entidades de población, constando tres de ellas en el nomenclátor del Instituto Nacional de Estadística español:

### Entidades de población
Entidades de población que forman parte de la parroquia:
- A Acea
- Coea
- O Mesón

### Despoblado
Despoblado que forma parte de la parroquia:
- Ardiz

## Demografía
| Gráfica de evolución demográfica de Coea entre 2000 y 2019 |
|                                                            |
| Datos según el nomenclátor publicado por el INE.           |